# Loose Loot
Loose Loot (br.: Variedades de avariados) é um filme estadunidense de curta metragem de 1953, dirigido por Jules White. É o 146º de um total de 190 filmes da série com os Três Patetas produzida pela Columbia Pictures entre 1934 e 1959.

## Sinopse
Os Três Patetas querem a herança de um tio rico mas são avisados pelo seu advogado que o trapaceiro Icabod Slipp (Kenneth MacDonald) conseguiu se apossar da mesma. O trio chega ao escritório de Slipp para reaver a herança mas esse aplica-lhes uma surra e vai embora com a pasta cheia do dinheiro deles. Os Patetas encontram Slipp em um teatro de variedades ( Circle Follies Theatre) e nos bastidores lutam contra o bandido e um capanga brutamontes, usando vários apetrechos de cena que encontram durante a briga e assustando as belas coristas.